# Список об'єктів Світової спадщини ЮНЕСКО в Болівії
У списку об'єктів Світової спадщини ЮНЕСКО в Болівії налічується 7 найменувань (станом на 2023 рік).

### Список
Об'єкти розташовані в порядку їх додавання до списку Світової спадщини. Якщо об'єкти додані на одній сесії Комітету Світової спадщини ЮНЕСКО, то розташовуються за номерами.
Кольорами у списку позначено:
| № | Зображення | Назва | Місцеположення                                                        | Час створення    | Час внесення до списку                      | №    | Критерії        |
| - | ---------- | --- | --------------------------------------------------------------------- | ---------------- | ------------------------------------------- | ---- | --------------- |
| 1 |            | Місто Потосі (англ. City of Potosí) | Болівія Потосі, департамент Потосі                                    | XVI століття     | 1987 (з 2014 року знаходиться під загрозою) | 420  | ii, iv, vi      |
| 2 |            | Єзуїтські місії Чикітосу (англ. Jesuit Missions of the Chiquitos) * Місія Святого Франциска Ксав'єра * Місія Консепсьйон * Місія Святої Анни * Місія Сан-Мігель * Місія Сан-Рафаель * Місія Сан-Хосе | Болівія департамент Санта-Крус                                        | 1696—1760        | 1990                                        | 529  | iv, v           |
| 3 |            | Історичне місто Сукре (англ. Historic City of Sucre) | Болівія департамент Чукісака, провінція Оропеса                       | XVI століття     | 1991                                        | 566  | iv              |
| 4 |            | Форт Самайпата (англ. Fuerte de Samaipata) | Болівія Провінція Флорида, департамент Санта-Крус                     | XIV—XVI століття | 1998                                        | 883  | ii, iii         |
| 5 |            | Тіаванако: духовний і політичний центр культури Тіуанако (англ. Tiwanaku: Spiritual and Political Centre of the Tiwanaku Culture)                                                                    | Болівія Провінція Інгаві, департамент Ла-Па                           | V—IX століття    | 2000                                        | 567  | iii, iv         |
| 6 |            | Національний парк Ноель Кемпф Меркадо (англ. Noel Kempff Mercado National Park) | Болівія Провінція Веласко, департамент Санта-Крус                     | —                | 2000                                        | 967  | ix, x           |
| 7 |            | Кхапак-Ньян, Андська система доріг (англ. Qhapaq Ñan, Andean Road System) * Десагуадеро - Гуакі * Гуакі - Тіаванако Кантапа * Кантапа - Янамуйу-Альто * Янамуйу-Альто - Віача                        | Болівія (спільно з Аргентиною , Еквадором , Колумбією , Перу , Чилі ) | XV століття      | 2014                                        | 1459 | ii, iii, iv, vi |